# 145街車站 (IND線)
145街車站（英語：145th Street station）是美國紐約地鐵一個雙層快車地鐵站，服務IND第八大道線和IND匯集線，位於曼哈頓哈林區及漢默爾頓高地145街及聖尼古拉斯大道交界，設有A線和D線（任何時候停站）、C線（任何時候停站（深夜除外））與B線（僅平日停站）列車服務。

## 歷史
此地下車站於1932年9月10日作為獨立地鐵系統的首段啟用，當時擁有現時IND第八大道線由錢伯斯街到207街。此時只有車站上層開放，而IND匯集線仍在施工中。下層月台於IND匯集線1933年7月1日開放時一併啟用。
此站預計於2016年起開始翻新，作為2010－2014年度MTA資金計劃的一部分。這是由於MTA於2015年進行過一項研究，發現有45%的部件已經過期。

## 車站結構
| G               | 街道                  | 出入口 |
| B1              | 夾層                  | 閘機、車站詢問處 |
| B2 第八大道線層 | 北行月台              | 往168街（ 深夜時往英伍德-207街（155街（第八大道））                                                                   |
| B2 第八大道線層 | 島式月台，左/右側開門 | |
| B2 第八大道線層 | 北行快速              | 往207街（168街） |
| B2 第八大道線層 | 南行快速              | 往勒弗茲林蔭路/遠洛克威-莫特大道（黃昏尖峰時段往洛克威公園）（125街）                                                 |
| B2 第八大道線層 | 島式月台，左/右側開門 | |
| B2 第八大道線層 | 南行                  | 往尤克利德大道（ 深夜時往遠洛克威-莫特大道）（135街）                                                                 |
| B3 匯集線層     | 北行                  | 尖峰時段往貝德福德公園林蔭路（155街（匯集）） · 往諾伍德-205街（155街（匯集））                                       |
| B3 匯集線層     | 島式月台，左/右側開門 | |
| B3 匯集線層     | 尖峰特快 / 區間車軌道 | 黃昏尖峰時段往諾伍德-205街（特雷蒙特） · 早上尖峰時段往康尼島-斯提威爾大道（125街） · 日間及黃昏往布萊頓海灘（135街） |
| B3 匯集線層     | 島式月台，左/右側開門 | |
| B3 匯集線層     | 南行                  | 尖峰時段往布萊頓海灘（135街） · 離峰時段往康尼島-斯提威爾大道（125街）                                                |

上層設有兩個島式月台和四條軌道，車站設有全站的夾層，但中央部分現時用作警崗。下層設有兩個島式月台和三條軌道。北行月台比車站其餘三個差不多大小的月台大兩倍，寬39英呎，以致下層的三條軌道與上層的軌道能整齊排列。扶手電梯由此層直達夾層，繞過上層月台。
下層的中央軌道用作日中和晚上B線列車的總站，不開往布朗克斯。尖峰時段，此軌道用作D線列車以尖峰方向的快車通過IND匯集線。此軌道在週末和深夜時不使用。
上層此站以北設有一個開放空間，緊鄰上城慢車軌道，是在地鐵工程期間留下的，並沒有特定用途。開放空間的位置是下層軌道轉往IND匯集線。該處地面有一個洞，容許看到下層。
此站以南，通過135街，前往125街以北，路線變成6條軌道。快車軌道使用最內側軌道，而慢車使用最外側軌道。此段路線有一個外號「Homeball Alley」，因此區有大量的轉轍器和信號。

### 出口
全時間的入口位於145街，另在147街設有部分時段開放的北出口。
聖尼古拉斯大道及西145街的四個角落各有一條樓梯
介乎聖尼古拉斯大道西側的大廈之間，介乎西147街及西148街之間
聖尼古拉斯大道東側，介乎西147街及西148街之間

## 外部連結

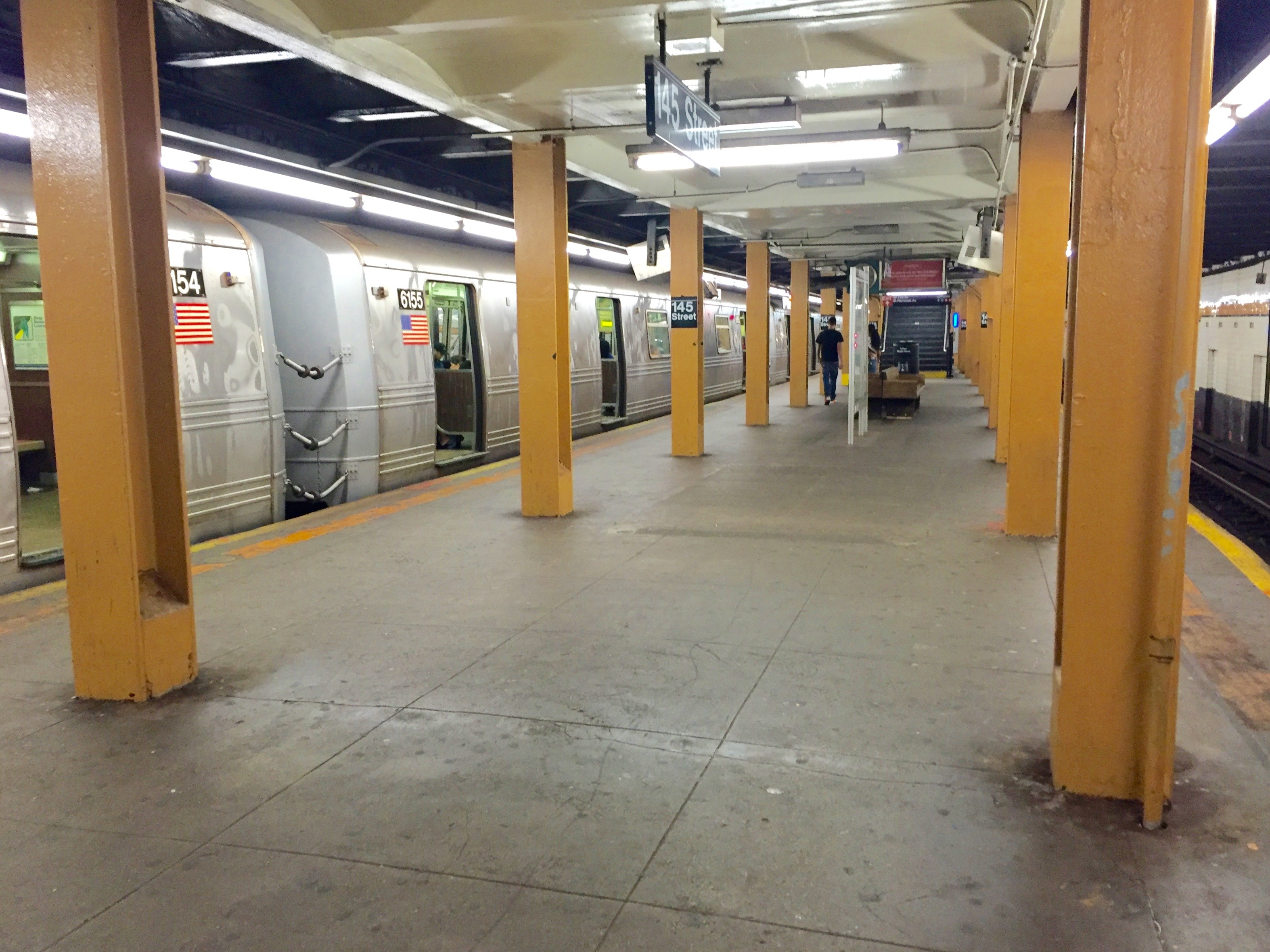
上層月台

- nycsubway.org—IND第八大道線: 145街
- Station Reporter — A線勒弗茲列車
- Station Reporter — A線洛克威列車
- Station Reporter — B線列車
- Station Reporter — C線列車
- Station Reporter — D線列車
- The Subway Nut — 145街圖片（页面存档备份，存于）
- Google地圖街景的145街現代入口
- Google地圖街景的147街入口
- Google地圖街景上層月台 （页面存档备份，存于）